# Erich Hartmann (Musiker)

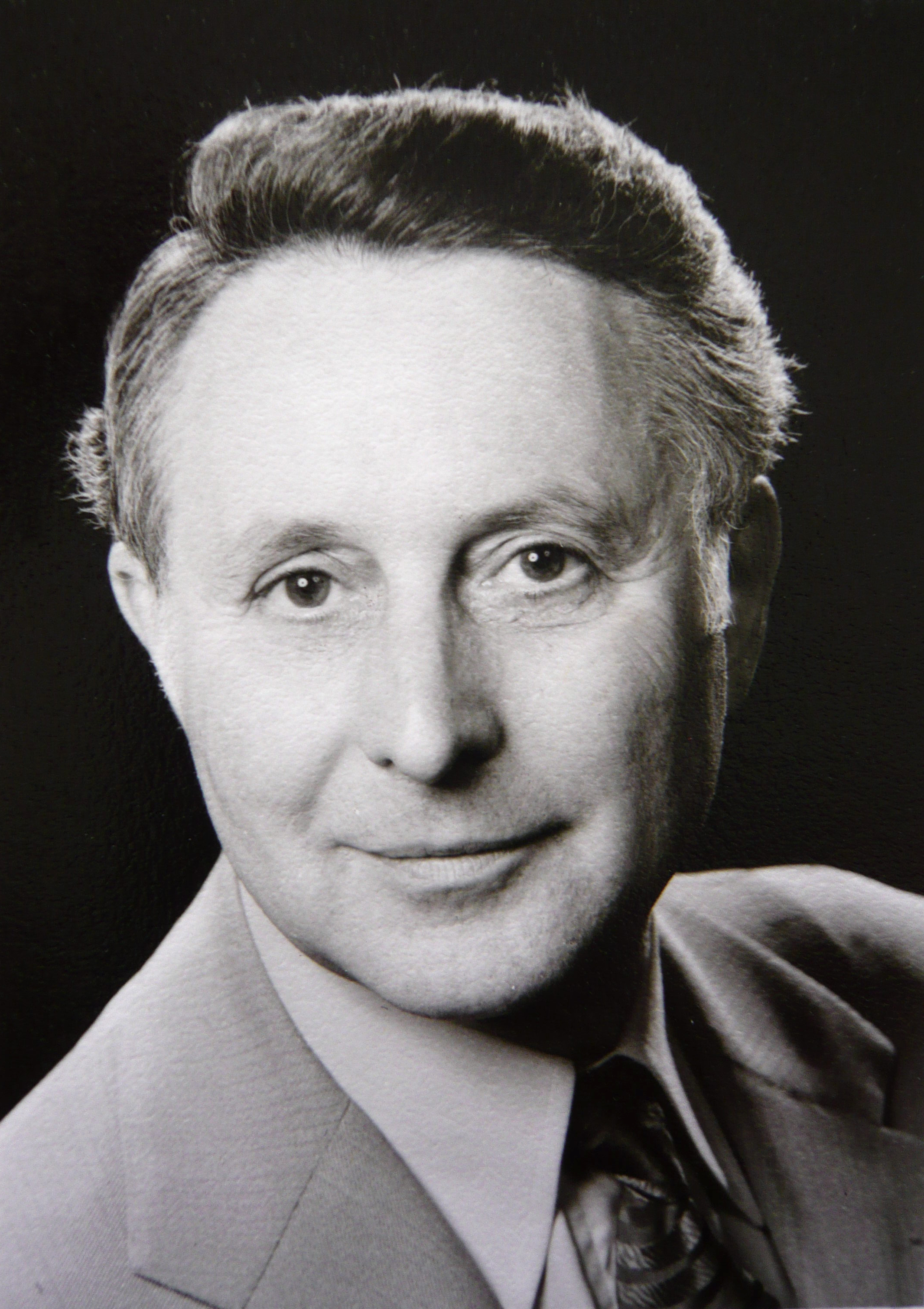
Erich Hartmann

Erich Hartmann (* 26. Januar 1920 in Leipzig; † 6. Juli 2020) war ein deutscher Kontrabassist und Komponist.

## Leben
Erich Hartmann wurde am 26. Januar 1920 in Leipzig geboren und lebte in Berlin. Als Sohn eines Klavierbauers wuchs er zwischen Musik-Konservatorium und Thomaskirche in Leipzig auf. Hartmann studierte Kontrabass im Konservatorium, heute Musikhochschule Leipzig, bei Theodor Albin Findeisen – er war sein letzter Schüler – und Max Schulz. Gleichzeitig widmete er sich dem Kompositionsstudium bei Hermann Grabner. Als junger Musikstudent befasste er sich mit den Kompositionen von Béla Bartók, Igor Strawinsky und Arnold Schönberg.
Das Studium wurde aufgrund von Arbeitsdienst und Kriegseinsatz im Zweiten Weltkrieg unterbrochen. Durch eine Verletzung am 4. September 1942 endete seine Militärzeit. Im Oktober 1942 nahm er das Musikstudium wieder auf. Nach einem erfolgreichen Vorspiel bei den Berliner Philharmonikern wurde er am 1. November 1943 Mitglied dieses Orchesters. Die schweren Bombenangriffe auf Berlin zerstörten am 30. Januar 1944 auch die Berliner Philharmonie in der Bernburger Straße. Hartmann war Zeuge der Ereignisse.
Erich Hartmann gründete 1967 ein Kontrabass-Quartett, dessen Mitglieder Erich Hartmann, Klaus Stoll, Wolfgang Kohly, Manfred Dupak, später Rudolf Watzel, Friedrich Witt waren. In seinen Kompositionen engagiert er sich vornehmlich für das tiefe Saiteninstrument, um ihm breitere Geltung zu verschaffen.
Im Berliner Philharmonischen Orchester war Hartmann bis zum 31. Januar 1985 aktiv. Am 26. Januar 2020 feierte er seinen 100. Geburtstag. Erich Hartmann starb am 6. Juli 2020.

## Auszeichnungen
- 1973 Ehrenring der Berliner Philharmoniker
- 1985 Träger der Hans-von-Bülow-Medaille.

## Hauptwerke
Das Quartett für Kontrabässe vom 13. November 1967 (Yorke Edition, London) wird auch heute in vielen Ländern aufgeführt. In der Folge entstanden weitere Kontrabass-Quartette.
Das Duo für Violoncello und Kontrabass (Verlag Bote & Bock, Berlin) haben Klaus Stoll und Jörg Baumann in Nagoya/Japan am 8. Juli 1982 uraufgeführt, und weiter in Osaka, Fukuoka und Tokyo.
Hervorzuheben ist auch das Oktett für Kontrabässe vom 12. Dezember 1972 (Yorke Edition, London). Die Uraufführung fand in der Akademie der Künste in Berlin am 5. März 1976 statt. Am 21. April 1976 entstand eine Rundfunkaufnahme im RIAS. Die Solisten waren Rudolf Watzel, Friedrich Witt, Rolf Ranke, Manfred Dupak, Klaus Stoll, Wolfgang Güttler, Erich Hartmann und Wolfgang Kohly. [Die Solisten werden auch im Folgenden jeweils nach Stimmen geordnet aufgeführt]
Hartmanns Bearbeitung des Johann Strauß Walzers An der schönen blauen Donau für acht Kontrabässe (Verlag edition modern, München/Karlsruhe) war sehr erfolgreich: Rundfunkaufnahme am 25. September 1975, Aufführung am 6. Oktober 1979 beim Fest des Bundeskanzlers, 100-Jahr-Feier des Berliner Philharmonischen Orchesters 1982 (Philharmonische Revue). Solisten: Rudolf Watzel, Friedrich Witt, Wolfgang Kohly, Manfred Dupak, Klaus Stoll, Wolfgang Güttler, Rainer Zepperitz, Erich Hartmann, Rolf Ranke und Ulrich Wolff.

## Weitere Werke (Auswahl)

### Kompositionen für Kontrabass
- Quartett für Kontrabass, 1967 – siehe oben
- Duette 1–6 (aus 10 Duetten) für 2 Kontrabässe, entstanden zwischen 9. November 1965 und 14. Januar 1967; Widmung an Klaus Stoll, erschienen im Friedrich Hofmeister Verlag, Leipzig
- Vier Stücke für drei Kontrabässe vom 9. Februar 1968, Uraufführung Kunstamt Berlin-Steglitz am 2. Juni 1970; Aufnahmen beim RIAS am 16. Januar 1973, beim SFB am 25. Juni 1980; Solisten: Klaus Stoll, Wolfgang Kohly, E.H., erschienen im Verlag Bote & Bock, Berlin
- Französische Suite für 4 Kontrabässe vom 30. September 1970, verlegt durch R.Ricordi und Edition Modern, München/Karlsruhe
- Drei Miniaturen für 3 Kontrabässe Uraufführung am 5. Juli 1975; Solisten: Klaus Stoll, E.H., Wolfgang Kohly. Aufgenommen beim SFB am 15. März 1977, erschienen im Verlag Ries & Erler, Berlin
- Oktett für Kontrabässe, 1972 – siehe oben
- Scherzo (Persiflage) für 3 Kontrabässe, Uraufführung im British Center Berlin am 17. Januar 1979; Solisten wie unter Nr. 3, erschienen im Buch- und Musikverlag Werner Feja, Berlin
- Quartett 80 für 4 Kontrabässe vom 17. April 1980
- Präludium für 4 Kontrabässe Das Stück wurde in Japan während einer Orchestertournee komponiert. Aufnahme Ton und Film im Festspielhaus Salzburg 4. Juni 1981; Solisten: Friedrich Witt, Klaus Stoll, E.H. und Wolfgang Kohly, erschienen im Verlag Ries & Erler, Berlin
- Sieben Aphorismen für 2 Kontrabässe vom 1. Juli 1981, erschienen im Verlag Ries & Erler, Berlin
- Rhapsodie für Solo-Kontrabass, Uraufführung im Schloss Charlottenburg (Eichengalerie) am 14. März 1985; Solist Norbert Duka, auch Widmungsträger, erschienen im Verlag Bote & Bock, Berlin
- Der Wal auf Wanderung für Solo-Kontrabass vom 2. Juni 1995, erschienen im Buch- und Musikverlag Werner Feja, Berlin
- Zwei Duos für 2 Kontrabässe (1. Juni 2007) und Largo für 2 Kontrabässe mit 4 Fassungen (24. Januar 2008) für Joachim Bentrup
- Bearbeitung des Ave Verum von W.A.Mozart für 4 Kontrabässe. Mit den Solisten (wie unter Nr. 9); Aufnahme Teldec, Dezember 1978
- Schatzwalzer aus Der Zigeunerbaron von Johann Strauß; bearbeitet für acht Kontrabässe, 29. Dezember 1977, erschienen im Verlag Ries & Erler, Berlin und wurde verlegt durch R.Ricordi und Edition Modern, München/Karlsruhe
- Bearbeitung des Johann Strauß Walzers An der schönen Blauen Donau für acht Kontrabässe, 1975 – siehe oben

### Kompositionen für Kontrabass und Klavier
- Spanische Serenade für Kontrabass und Klavier vom 9. Dezember 1970
- Sonatine für Kontrabass und Klavier vom 6. Februar 1972; Aufnahme beim WDR Köln am 9. Juni 1980; Solisten: Wolfgang Güttler und Manfred Theilen (Klavier); beide auch Widmungsträger, verlegt durch R.Ricordi und Edition Modern, München/Karlsruhe
- Impressionen in G für Kontrabass und Klavier; Uraufführung Wigmore Hall, London am 9. März 1974; Klaus Stoll (Kontrabass) und E.H. (Klavier)
- Capriccio für Kontrabass und Klavier; Uraufführung im Royal Northern College of Music, Manchester am 16. Juni 1976 und am 17. Juni 1976 in der Jubilee Hall, Aldeburgh Festival/Suffolk; Klaus Stoll (Kontrabass) und E.H. (Klavier); BBC-Aufnahme
- Salonstücke für Kontrabass und Klavier vom 11. August 1989, erschienen im Low Note Verlag, Aachen
- Impressionen – Sieben leichte Stücke für Kontrabass und Klavier, verlegt durch R.Ricordi und Edition Modern, München/Karlsruhe

### Kompositionen für Kontrabass und weitere Streichinstrumente
- Partita für Viola und Kontrabass, 28. Februar 1982
- Duo für Violoncello und Kontrabass, 1982
- Großes Trio für Violine, Violoncello und Kontrabass vom März 1985; Uraufführung am 9. September 1998 durch das Hoyer Trio im Rathaus Berlin-Pankow; Solisten: Klaus Hoyer (Violine), Uta Lindemann (Violoncello), Karsten Lauke (Kontrabass), erschienen im Buch- und Musikverlag Werner Feja, Berlin
- Rêverie pour alto, violoncelle et contrabasse – Hommage à Serge Koussevitzky; Uraufführung Hochschule für Musik Freiburg am 8. November 1986; Solisten: Andreas Kirchner (Viola), Gregor Horsch (Violoncello), Annette Schilli (Kontrabass), erschienen im Verlag Bote & Bock, Berlin
- Zweites Trio für Violine, Violoncello und Kontrabass vom 24. November 1998; Uraufführung im Brandenburger Theater, Brandenburg an der Havel am 25. Februar 2001 durch das Hoyer Trio

### Kompositionen für Kontrabass, Streicher und andere Instrumente
- Drei Studien für 2 Kontrabässe, Harfe, Pauken und Schlagzeug; Uraufführung im RIAS am 21. Juni 1969; Dirigent Werner Thärichen, Klaus Stoll (1.Kb), Wolfgang Kohly (2.Kb), Fritz Helmis (Harfe), Gerassimo Avgerinos (Pauken), erschienen im Verlag Ries & Erler, Berlin
- Dialoge für 2 Kontrabässe, Flöte und Cembalo; Uraufführung im British Center Berlin am 17. September 1970; Solisten: E.H., Klaus Stoll, Johanna Kassner (Flöte) und Helge Jörns (Cembalo), erschienen im Verlag Bote & Bock, Berlin
- Divertimento für Solo-Kontrabass, Streicher, Harfe, Pauken und Schlagzeug; Uraufführung Philharmonie Berlin am 24. Oktober 1983; Dirigent Martin Fischer-Dieskau, Solist Friedrich Witt

### Kompositionen für Bläser
- Sieben Stücke für Oboe d’amore, Englischhorn und Fagott; aufgenommen im SFB am 2. März 1978; Solisten: Burkhard Rohde (oboe d’amore), Gerhard Stempnik (Englischhorn) und Günter Piesk (Fagott), erschienen im Verlag Ries & Erler, Berlin
- Zwölf Stücke für Bassklarinette Solo; gewidmet Renate Rusche; Uraufführung am 25. Januar 1985 im Sender RIAS, erschienen im Buch- und Musikverlag Werner Feja, Berlin
- Quintett für Fagotte; Uraufführung am 7. Juli 1986 im Joachimthalschen Gymnasium, Berlin-Wilmersdorf; Mannheim Rosengarten, Stamnitz-Saal, 22. Januar 1990; und beim SWF Kaiserslautern am 9. Februar 1992; Solisten: Markus Tukkanen, Derek Krüger, Stefan Rocke, Norbert Mohren und Ekkehart Oehme (auch Kontra-Fagott), erschienen im Buch- und Musikverlag Werner Feja, Berlin
- Sinfonia piccola für 7 Fagotte und Kontra-Fagott vom 5. Juni 1993, erschienen im Buch- und Musikverlag Werner Feja, Berlin

### Kompositionen für andere Instrumente
- Viola-Sonata mit Klavierbegleitung vom 8. März 1989 für Ulrich Fritze

## Verlegte Werke bei folgenden Verlagen
- Buch- und Musikverlag Werner Feja, Berlin
- Verlag Ries & Erler, Berlin
- Friedrich Hofmeister Verlag, Leipzig
- R.Ricordi und Edition Modern, München/Karlsruhe
- Verlag Bote & Bock, Berlin
- Low Note Verlag, Aachen

## Buchveröffentlichungen
- Die Berliner Philharmoniker in der Stunde Null. Erinnerungen an die Zeit des Untergangs der alten Philharmonie. Musik- und Buchverlag Feja, Berlin 1996, ISBN 3-929355-02-7.